# Kanonerovita
La kanonerovita és un mineral de la classe dels fosfats. Anomenada així per Aleksandr Anatol'evich Kanonerov, hisoriador de la mineria del Museu Nizhnii Tagil de la indústria minera, qui va trobar el mineral. És l'anàleg de manganès (II) de la hilbrownita. És el primer mineral trifosfat.

## Classificació
Segons la classificació de Nickel-Strunz, la kanonerovita a "08.FC - Polifosfats, poliarsenats i [4]-polivanadats, només amb H₂O» juntament amb els següents minerals: fianelita, pintadoïta, canafita, wooldridgeïta i arnhemita.

## Característiques
La kanonerovita és un fosfat de fórmula química Na₃MnP₃O₁₀(H₂O)₁₂. Cristal·litza en el sistema monoclínic. La seva duresa a l'escala de Mohs és 2,5 a 3.

## Formació i jaciments
S'ha descrit en caviats en pegmatites granítiques de moscovita-albita-microclina tallant granits metamorfitzats amb biotita i pòrfirs granítics. S'ha descrit només a Rússia.